# Звучи, там-там!
«Звучи, там-там!» — советский цветной комедийный детский художественный фильм 1967 года режиссёра Шарипа Бейсембаева.

## Сюжет
О приключениях трёх аульных озорников, собравшихся бежать в Африку, чтобы помочь угнетённым народам в их освободительной борьбе.— История советского кино. 1917—1967
В одном из казахских аулов троица неугомонных школьников — заводила, озорник и выдумщик Арман и его друзья Мурун и Темиртон, затевают игру, изображающую борьбу африканцев за свободу в которой Арман берёт на себя роль Патриса Лумумбы, но в процессе игры никто из ребят не хочет изображать его противника Моиза Чомбе.
После долгих споров, ребята решают что они уже не маленькие, чтобы заниматься играми, и решают отправиться в Африку освобождать негров по-настоящему. И со всей серьёзность основательно начинают готовиться — изучают географию Африки и этнографию африканских племен, наспех изучают английский язык. Им часто снятся подвиги, которые защищая порабощенные африканские народы совершит их маленький отряд, конечно и без всяких сомнений героический.
Решив, что уже готовы, они собираются отправиться в дальнее путешествие — сбегают из дома и отправляются на железнодорожную станцию… и вдруг: «Африка сама приехала!» — они видят делегацию одной из африканских стран прибывшую к казахским колхозникам. Ребята возвращаются домой, встречать гостей. 

## В ролях
- Архимед Искаков — Арман
- Мухтар Ишмухамедов — Мурун
- Мурад Абусеитов — Темиртон
- Сапар Базарбаев — Кортик
- Бикен Римова — мать Муруна
- Лидия Ашпарова — мать Армана
- Мухтар Бахтыгиреев — отец Армана
- Каукен Кенжетаев — Керимбек, председатель колхоза
- Виктор Пусурманов — парторг
- Мухтар Отебаев — дядя
- Чапай Зулхажев — милиционер
- В. Лобанов — милиционер
- Л. Отыншиева — учительницв

## Критика
Как писал журнал «Искусство кино» (1982) в обзоре творчества режиссёра, этот фильм был «его настоящий дебют» (до этого снял лишь дипломную короткометражку и был сорежиссёром одного фильма), который «внушал надежды», при этом в четырёхтомнике «История советского кино» отмечелось, что «интересный замысел получил на экране внешнее, плакатное решение».
Журнал «Советский экран» выделил игру маленьких актёров — они не исполняли роли, а действительно, на полном серьёзе, перед камерой играли в «освобождение Конго», и снятый к жанре комедийно-бытовой драмы фильм был таким уже на этапе съемок — «актёры» своей «игрой» вносили поправки и добавляли достоверности происходящему в кадре:

…это такие же мальчишки, как и те, о которых написал свой первый сценарий молодой казахский писатель Аким Тарази: больше всего на свете они любят играть в войну. Нас познакомили на съемочной площадке. Арман — атаман и Муха еще не остыли от бега и не успели разжать кулаков. Круглую рожицу Кортика украшала очень «фотогеничная», но явно не предусмотренная сценарием ссадина. «Где ты так, Кортик?» — «Играл», — уклончиво ответил Кортик и спрятался за главного оператора Михаила Федоровича Аранышева. Одним словом, режиссеру Шарипу Бейсембаеву не пришлось объяснять «актёрам», как лазить по колодцам и прыгать с дувалов. … Режиссёр Шарип Бейсембаев снимает фильм для детей без всяких эстетических приманок для взрослых. Впрочем, нет, есть одна приманка. Речь — о самих мальчишках, неотразимых сорванцах, неисправимых мечтателях.— Советский экран, 1967

## Призы и фестивали
- Диплом за лучший детский кинофильм на VII-ом смотре фильмов республик Средней Азии и Казахстана (Фрунзе, 1968).